# Christine Servaes
Pour les articles homonymes, voir Servaes.
Christine Servaes, née le 23 août 1968 à Rocourt est une femme politique belge de langue française, membre du parti Les Engagés.
Disposant d’une formation de greffière auprès des cours et tribunaux, Christine Servaes est d'abord employée chez Ethias; collaboratrice au Cabinet du ministre Hubert Ancion (1998-1999); depuis 2005, gérante de la SPRL Christine Servaes Services; administratrice de l' Intercommunale liégeoise d'Incendie (2004-2009).
Administratrice, désignée par la Région wallonne, de la Société wallonne de Financement complémentaire des Infrastructures (SOFICO) du 1er avril 2016 jusqu'au 31 mars 2021

## Carrière politique
- Conseillère communale de Juprelle (1995-)
  - Première échevine chargée des Finances (1995-1996)
  - Bourgmestre ff (1996-2000) en succession de Georgette Charlier
  - Bourgmestre (2001-)
- Députée au Parlement wallon du 19 juillet 2009 au 16 juillet 2013 (suppléante de Marie-Dominique Simonet)
  - députée de la Communauté française de Belgique